# Tarasp
Tarasp je bývalá samostatná obec ve švýcarském kantonu Graubünden, okresu Engiadina Bassa/Val Müstair, dnes součást obce Scuol. Nachází se v údolí Engadin, asi 45 kilometrů severovýchodně od Svatého Mořice a 33 kilometrů východně od Davosu v nadmořské výšce 1 403 metrů. Má zhruba 350 obyvatel.

## Historie

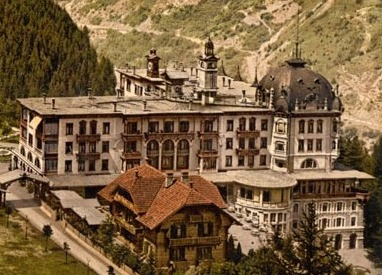
Hotel Waidhaus Vulpera (1900)

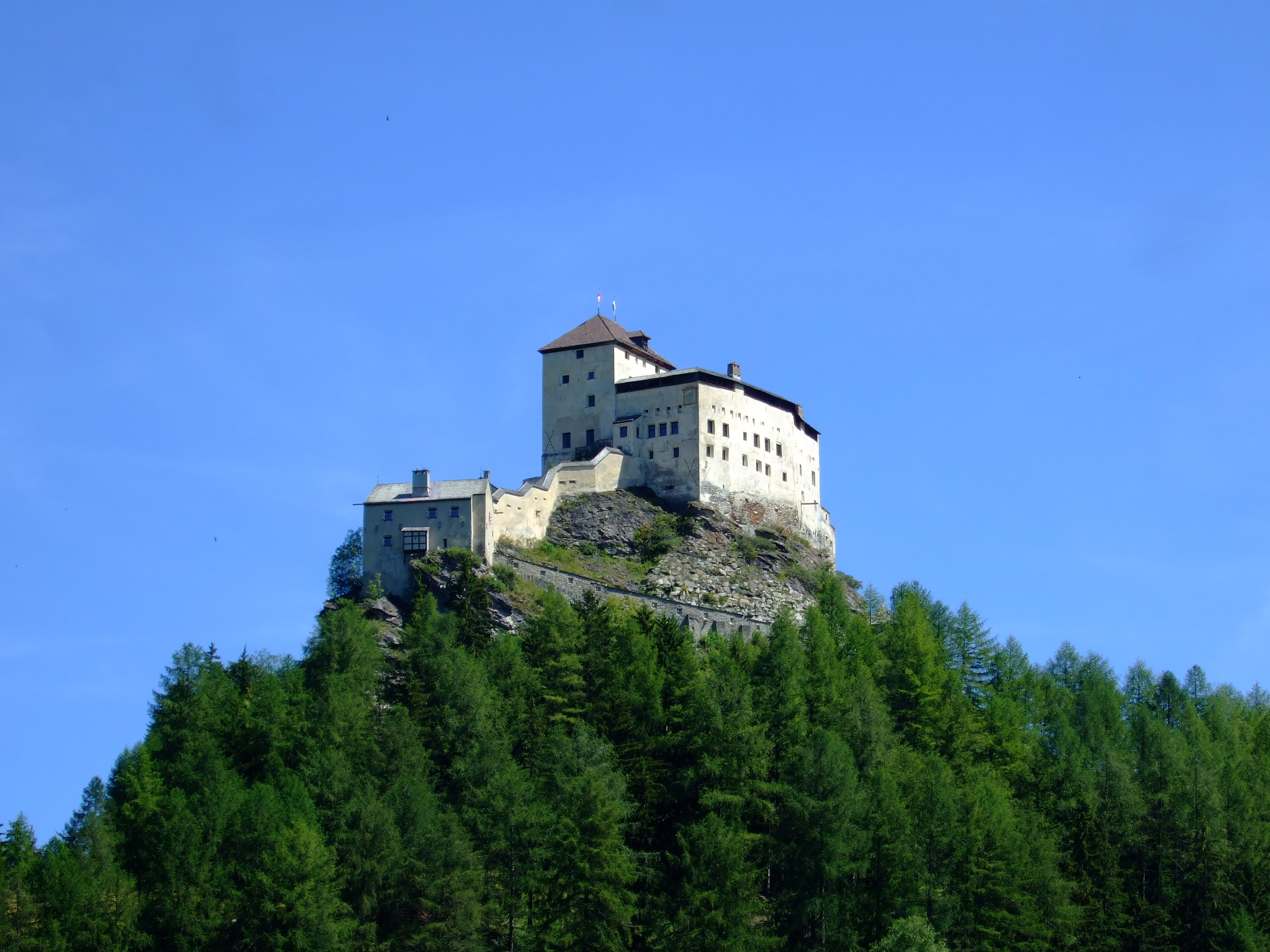
Místní dominanta, hrad Tarasp

V obci jsou doloženy pravěké mušle. Páni z Taraspu, kteří přišli z Horní Itálie, zajistili v 11. století vyčištění údolí od zeleně a vybudovali první osady; hrad byl postaven v roce 1040 ze strategických důvodů. Kopie listiny z roku 1365 zmiňuje Castra de Taraspes z let 1089–1096. Kolem roku 1200 byly vysušovány bažiny a odvodňována jezera. Jezero Taraspes se používalo k rybolovu a jako zásobárna vody pro hašení požárů. Centrální vesnice však nevznikla, ale postupně bylo vybudováno deset vesnic Aschera, Vallatscha, Chaposch, Fontana, Sparsels, Florins, Sgnè, Chants, Vulpera a Avrona. Brzy po vymření šlechtického rodu převzala regentství hrabata z Tyrolska. Od roku 1464 patřila obec Habsburkům, kteří ji následně darovali různým šlechtickým rodům. Církevně patřila obec ke Scuolu až do reformace, kdy byla v roce 1559 církevně a hospodářsky oddělena. O osm let později dostal Tarasp vlastní farní kostel v hlavní obci Fontana. Tarasp jako rakouské hrabství zůstal katolický i po reformaci. V roce 1630 žilo v Taraspu 242 obyvatel, v roce 1835 jich bylo 403, poté se počet obyvatel opět mírně snížil. Od roku 1850 se počet obyvatel pohybuje mezi 278 a 396. Císařskou deputací z roku 1803 se Tarasp stal poslední rakouskou enklávou, která připadla Helvétské republice, z níž vzniklo dnešní Švýcarsko.
Díky četným minerálním pramenům, které se nacházejí na území obce, se Tarasp a zejména jeho část Vulpera vyvinuly v druhé polovině 19. století ze zemědělské vesnice v jedno z nejvýznamnějších lázeňských středisek ve Švýcarsku. V roce 1845 byl ve Vulpeře postaven první hotel „Zu den Salzwasserquellen“. V roce 1860 byl založen spolek Tarasp-Schulser, v roce 1865 byl postaven „Grand Hotel Kurhaus Tarasp“ v obci Nairs na území obce Scuol přímo na řece Inn, v letech 1874–1876 byla na břehu řeky Inn postavena malá kolonáda, v letech 1896–1897 byl ve Vulpeře postaven „Hotel Waldhaus Vulpera“, který v roce 1989 vyhořel, a v letech 1898–1900 „Hotel Schweizerhof“. Turistický ruch ve Vulpeře zažíval svůj rozkvět až do první světové války. Ve 30. letech 20. století došlo k dramatickému poklesu lázeňství, z něhož se Tarasp vzpamatoval až v 70. letech 20. století díky zimní turistice a nově vznikajícímu hotelovému průmyslu.
Pro lepší dopravní dostupnost byl v letech 2007–2010 postaven 235 metrů dlouhý most přes Inn ze Scuolu do Vulpery.
Až do roku 2014 byl Tarasp samostatnou politickou obcí. Na základě výsledků referenda se však k 1. lednu 2015 spolu s dalšími okolními obcemi (např. Ardez, Ftan) sloučil pod obec Scuol.

## Geografie

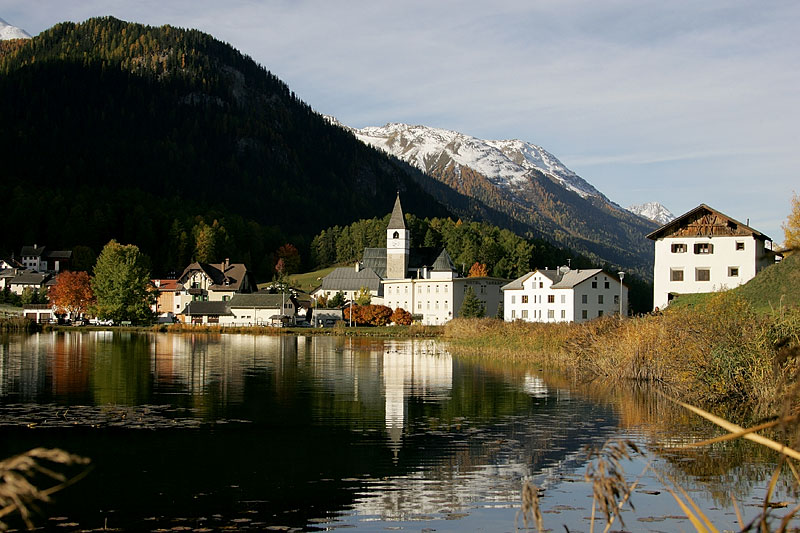
Centrum obce

Obec Tarasp, ležící na pravé straně údolí Innu, se skládá z jedenácti částí. K nejvýznamnějším z nich patří hlavní vesnice Fontana (1 403 m n. m.) s kostelem Nejsvětější Trojice, vesnice Vulpera (1 280 m n. m.) a Sparsels. Dalšími částmi jsou Aschera, Avrona, Chaposch, Chants, Florins, Nairs, Sgnè a Vallatscha. Čtvrti jsou seskupeny kolem dominanty obce, hradu Tarasp.
Na území bývalé obce se nacházejí vrcholy Piz Pisoc (3 173 m), Piz Plavna Dadaint (3 166 m), Piz Plavna Dadora (2 981 m) a Piz Zuort (3 119 m).

## Obyvatelstvo
| Rok            | 1630 | 1835 | 1850 | 1900 | 1950 | 1960 | 2000 | 2013 |
| Počet obyvatel | 242  | 403  | 357  | 278  | 307  | 396  | 328  | 341  |

Po výrazném nárůstu počtu obyvatel až do počátku 19. století bývalá obec v letech 1835 až 1900 rychle ztrácela obyvatele (403 v roce 1835, 278 v roce 1900 = -31 %), a to navzdory turistickým zařízením, jako jsou lázeňské domy a hotely. Do roku 1930 počet obyvatel rostl mírně, v letech 1950–1960 dokonce výrazně (+29 %). Po dosažení nejvyššího počtu 396 osob došlo do roku 1990 k druhé velké vlně emigrace (1960–1990: -39 %).

### Jazyky
Navzdory staleté rakouské nadvládě mluvilo obyvatelstvo až do začátku první světové války téměř výhradně dialektem Vallader, dolnoengadinským dialektem rétorománštiny (1880: 92 %, 1910: 87 %). Tento podíl pak v meziválečném období klesl na 79 % (1941). Od té doby podíl německy mluvících obyvatel neustále roste. Nicméně v roce 1970 tvořili mluvčí rétorománštiny stále relativní většinu – 155 osob (45,32 %). Od roku 1980 je zde většina německy mluvících obyvatel, ale v obecní správě a ve škole se nadále používá rétorománština. Německy mluvící většina se vysvětluje především internátem v Avroně, který však má jen malý společenský kontakt s jinak rétorománskou komunitou. V roce 1990 se ještě 58 % obyvatelstva dorozumívalo rétorománsky a v roce 2000 to bylo 46,6 %. Vývoj v posledních desetiletích ukazuje následující tabulka:
| Jazyky v Taraspu |                   |                   |                   |                   |                   |                   |
| Jazyk            | Sčítání lidu 1980 | Sčítání lidu 1980 | Sčítání lidu 1990 | Sčítání lidu 1990 | Sčítání lidu 2000 | Sčítání lidu 2000 |
| Jazyk            | Počet             | Podíl             | Počet             | Podíl             | Počet             | Podíl             |
| Němčina          | 138               | 47,10 %           | 125               | 51,87 %           | 172               | 52,44 %           |
| Rétorománština   | 129               | 44,03 %           | 102               | 42,32 %           | 126               | 38,41 %           |
| Italština        | 8                 | 2,73 %            | 8                 | 3,32 %            | 8                 | 2,44 %            |
| Počet obyvatel   | 293               | 100 %             | 241               | 100 %             | 328               | 100 %             |